# Йоші Оцунарі
Йоші Оцунарі (яп. 乙成善;17 грудня 1906 — 26 січня 2022) — японська довгожителька, вік якої підтверджений Групою геронтологічних геронтології (GRG) та Групою LongeviQuest (LQ). На момент своєї смерті вона була другою за віком живою людиною в Японії, після Кане Танаки і четвертою за віком підтвердженою людиною у світі, а також на момент смерті вона була 54 найстаршою людиною в історії. Її вік становив 115 років, 40 днів.

## Біографія
Йоші Оцунарі народилася в Японії, 17 грудня 1906 року. Вона стала другою за віком живою людиною в Японії (після Кане Танаки) після смерті Сіґейо Накаті 11 січня 2021 року.
27 липня 2021 року, віком 114 років, 222 днів. Оцунарі перевершила вік Ене Мінагави і стала другим за віком жителем префектури Фукуока після Кане Танаки. Оцунарі була також останнім японцем, яка народилася в 1906 році.
Йосі Осунарі померла в Омуті, префектура Фукуока, Японія, 26 січня 2022 року у віці 115 років та 40 днів. На момент своєї смерті вона була четвертою за віком підтвердженою живою людиною у світі після Кане Танакі, Люсіль Рандон та Текли Юневич.

## Рекорди довгожителя
- 17 грудня 2021 року, Йоші Оцунарі стала 59-ою людиною в історії, яка відзначила 115-річчя.